# 토양생성작용

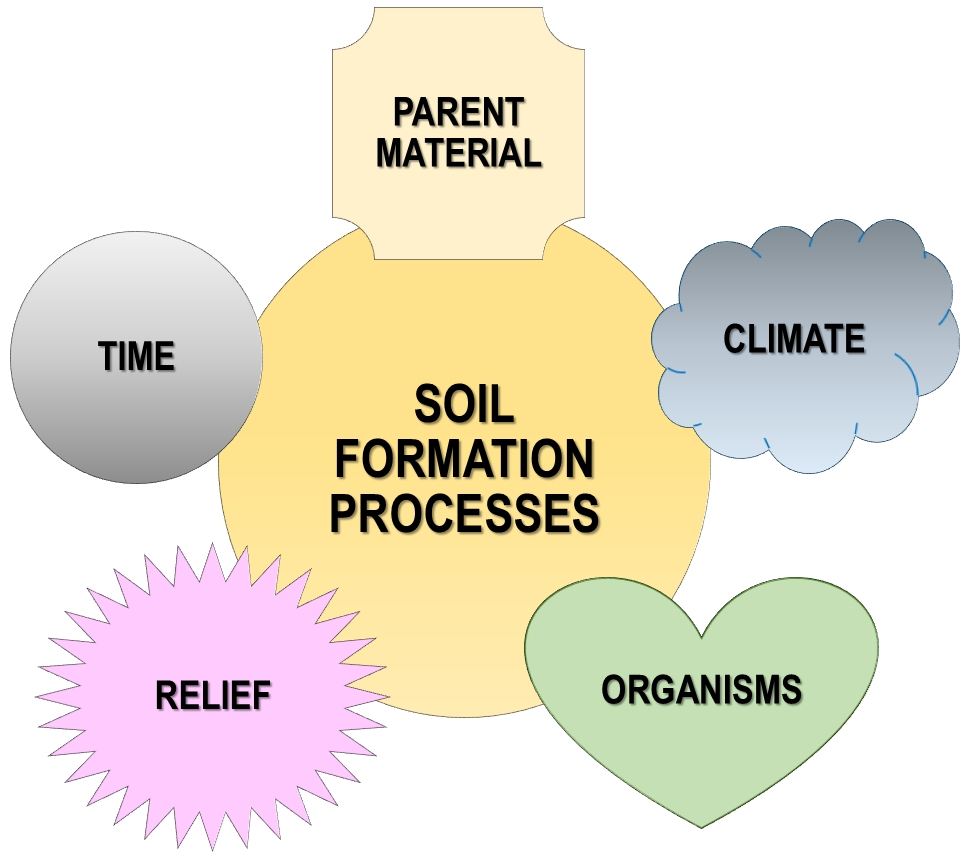

토양생성작용(土壤生成作用, Pedogenesis or Soil formation)는 풍화작용에 의해 생성된 모재(Parent material)가 토양 혹은 토양단면으로 생성될 때 이루어지는 과정을 토양생성작용 혹은 토양생성인자(土壤生成因子)라고 한다.